# Karin Ontiveros
Pour les articles homonymes, voir Ontiveros.
 (novembre 2020).
Si vous disposez d'ouvrages ou d'articles de référence ou si vous connaissez des sites web de qualité traitant du thème abordé ici, merci de compléter l'article en donnant les références utiles à sa vérifiabilité et en les liant à la section « Notes et références ».
Karin Ontiveros est une top model mexicaine (née le 2 février 1988), gagnante du concours de beauté Nuestra Belleza Mexico 2010. Elle succède ainsi à Ximena Navarrete, Nuestra Belleza Mexico 2009 et Miss Univers 2010. Elle représente alors le Mexique à Miss Univers 2010.

## Vie personnelle
Fille de Raúl Ontiveros et Paula Meza, Karin Ontiveros est née à Amatitán, Jalisco. Elle est étudiante en design industriel à la CUAAD university de Guadalajara. Elle a deux frères.

## Concours de beauté
Karin Ontiveros a été créée Nuestra Belleza Mexico qui a eu lieu à Saltillo, Coahuila où elle a concouru pour la couronne contre trente concurrentes venues de tout le pays. Elle est la troisième représentante de Jalisco à gagner la couronne de Nuestra Belleza Mexico. Ontiveros concourt à Miss Univers 2011 où elle deviendra peut-être la troisième Mexicaine à gagner la couronne et la deuxième consécutivement[réf. nécessaire].